# 30509 Yukitrippel
30509 Yukitrippel è un asteroide della fascia principale. Scoperto nel 2000, presenta un'orbita caratterizzata da un semiasse maggiore pari a 2,4214846 UA e da un'eccentricità di 0,1935273, inclinata di 6,53736° rispetto all'eclittica.